# Whiplash (nummer)
"Whiplash" is een nummer van de Amerikaanse heavymetalband Metallica. Het werd geschreven door James Hetfield en Lars Ulrich en was het 6de nummer en de eerste single van hun album uit 1983, Kill 'Em All. Het nummer is meerdere keren gecoverd.

## Covers
- Motörhead coverde dit nummer voor het Metallica-tributealbum Metallic Attack: Metallica: The Ultimate Tribute Album en hebben hun eerste Grammy in 2005 gewonnen in de categorie Best Metal Performance
- Whiplash kan ook gevonden worden in het spel Tony Hawk's Underground 2